# СТВ (телеканал)
СТВ — білоруський пропагандистський телеканал.

## Історія
19 жовтня 2000 року ЗАТ «Столичне Телебачення» було офіційно зареєстровано. 1 січня 2001 року телеканал почав своє мовлення на частоті телеканалу Восьмий канал з випуску столичних новин. На той момент це була єдина програма власного виробництва. В інший час транслювався канал РЕН ТВ (перекривалася реклама та випуски новин), а також програми раніше виходили на Восьмому каналі. Далі телеканал почав поступово розвиватися і перетворився на канал з численними проектами різних жанрів.
Також телеканал показує програми свого партнера — РЕН ТВ.
У березні 2021 року телеканал показав програму, в якій ведучий Григорій Азарьонок називає Україну країною «жебрака і вимираючого народу» з «Гордонами» при владі: «Вони перетворили квітучу країну в піратський бандеростан. Ваших дітей товарними масштабами продають на органи, а дівчат поставляють в європейські борделі мало неофіційно. Бідна, бідна наша Україна. Країна Гоголя і Булгакова, країна великих києво-печерських святих. Що з тобою зробили ці Гордони?». Через антиукраїнську пропаганду модератора зареєстрували у базі центру «Миротворець».

## Пропаганда
East StratCom Task Force зазначила як приклад пропаганди в Білорусі передачі Азаренка на каналі, в яких дезінформація супроводжується мовою ворожнечі.

## Нагороди
- Березня 2005 — Перший національний конкурс «Телевершина»
- Листопаді 2005 — «Найкращі програми співдружності»
- Березня 2006 — Другий національний конкурс «Телевершіна»
- Березня 2007 — Третій національний конкурс «Телевершіна»
- Березня 2008 — Четвертий національний конкурс «Телевершіна»
- Березня 2009 — П'ятий національний конкурс «Телевершіна»
- Квітня 2010 — Шостий національний конкурс «Телевершіна»

## Логотип
Телеканал змінив 2 логотипи. Нинішній — 3-й за рахунком.
- З 1 січня 2001 по 3 вересня 2006 логотипом була синя літера «С» у формі бумеранга і слово «ТВ», поруч був білий бумеранг. Перебував у правому верхньому куті.
- З 4 вересня 2006 по даний час логотипом є велика помаранчева буква «С», всередині синій надкушений коло, де білими буквами написано слово «ТВ». Знаходиться там же.
- З 1 листопада 2018 року логотип являє собою похилений червоний квадрат з білою літерою «С» всередині.

## Програми
- Автопанорама
- Велике місто
- Великий сніданок
- Гарячий лід

Ласкаво поскаржитися!
- «Жінки XX століття» c Елеонорою Єзерськой
- Зоряний ринг
- Здравствуйте, доктор!
- Мінськ і мінчани
- Міншчина
- Наша справа
- Тиждень
- Новини 24 години
- Пригоди дилетанта
- Правда. Програма Павла Коренівського
- Професійний бокс
- Столичні подробиці
- Столичний футбол
- Така доля
- Ранок. Студія гарного настрою
- Нови подоріжжя дилетанту

## Проекти
- Справжня історія
- Місія секретна: історія зовнішньої розвідки Білорусі
- Війна. Відома і невідома
- Спекотна осінь 39-го
- Залата калекция беларускай песні
- КВН на СТВ
- Мала Батьківщина
- Медалі Перемоги
- Міс Мінськ 2011
- Національна музична премія
- П'ятий фронт
- Супер-Діскач 90-х в Мінську
- C чого починається Батьківщина
- У парадного під'їзду
- Фільм «Митрополит Філарет: служіння Церкви й Батьківщині»

## Серіали
- «Петрівка, 38. Команда Семенова»
- «Студенти»
- «Грозові ворота»
- «Солдати. Дембельський альбом»
- «Туристи»
- «Вогонь кохання»